# Костенево (Нижегородская область)
Косте́нево — посёлок в Балахнинском районе Нижегородской области России, входит в состав городского поселения Рабочий посёлок Большое Козино.
Удаленная северо-западная часть рабочего поселка Большое Козино на левом берегу реки Пыры.
Название связывается с тем, что в происшедшем возле Костенева бою против отряда польских интервентов в Смутное время местные жители «бились кистенем»
.

## Население
| 2002 | 2010 |
| ---- | ---- |
| 199  | ↘193 |